# Youssoufia, Algérie
Youssoufia là một đô thị thuộc tỉnh Tissemsilt, Algérie. Dân số thời điểm năm 2002 là 2.04 người.